# Kim Yong-il (calciatore)
Kim Yong-Il (6 luglio 1994) è un calciatore nordcoreano, centrocampista del Kigwancha e della nazionale nordcoreana.

## Statistiche

### Cronologia presenze e reti in nazionale
| Cronologia completa delle presenze e delle reti in nazionale ― Corea del Nord | Cronologia completa delle presenze e delle reti in nazionale ― Corea del Nord | Cronologia completa delle presenze e delle reti in nazionale ― Corea del Nord | Cronologia completa delle presenze e delle reti in nazionale ― Corea del Nord | Cronologia completa delle presenze e delle reti in nazionale ― Corea del Nord | Cronologia completa delle presenze e delle reti in nazionale ― Corea del Nord | Cronologia completa delle presenze e delle reti in nazionale ― Corea del Nord | Cronologia completa delle presenze e delle reti in nazionale ― Corea del Nord |
| Data                                                                          | Città                                                                         | In casa                                                                       | Risultato                                                                     | Ospiti                                                                        | Competizione                                                                  | Reti                                                                          | Note                                                                          |
| ----------------------------------------------------------------------------- | ----------------------------------------------------------------------------- | ----------------------------------------------------------------------------- | ----------------------------------------------------------------------------- | ----------------------------------------------------------------------------- | ----------------------------------------------------------------------------- | ----------------------------------------------------------------------------- | ----------------------------------------------------------------------------- |
| 13-01-2019                                                                    | al-'Ayn                                                                       | Corea del Nord                                                                | 0 – 6                                                                         | Qatar                                                                         | Coppa d'Asia 2019 - 1º turno                                                  | -                                                                             | 39’ 44’                                                                       |
| 17-01-2019                                                                    | Sharjah                                                                       | Libano                                                                        | 4 – 1                                                                         | Corea del Nord                                                                | Coppa d'Asia 2019 - 1º turno                                                  | -                                                                             | 85’                                                                           |
| Totale                                                                        |                                                                               | Presenze                                                                      | 2                                                                             |                                                                               | Reti                                                                          | 0                                                                             |                                                                               |

## Palmarès

### Nazionale
- Giochi asiatici

2014